# トトリコ豚
トトリコ豚（トトリコとん）は、鳥取県で生産される豚のブランドの一つ。スペインのイベリコ豚に倣い、ドングリを飼料に用いている。

## 歴史
2003年度から2005年度まで鳥取県中小家畜試験場にて赤色のデュロック種を用いて研究が行われた。
研究には餌として大量のドングリ集めが必要で、研究者は、ドングリ収集を行っていた自然保護グループ「トトリネット」（鳥取県淀江町）に協力を仰ぎ、街路樹などから集めたという。
実験で豚に与えられたドングリは地産の人工植樹のマテバシイで、研究当初はドングリをそのまま与えていたが、後にドングリを粉末にして与えた。また、ドングリを提供した濱田美絵は、田んぼを用いてトトリコ豚の放牧の研究も行っている。
開発された“どんぐり飼育豚”は、2006年に一般公募により「トトリコ豚」と命名された。由来は、韓国語でドングリを意味し、鳥取（とっとり）に発音が似ている「トトリ（도토리）」と、スペインのイベリコ豚を意識し、スペイン語で「おいしい」という意味の「リコ」を合わせている。
トトリコ豚を用いて、2007年には「トトリコロッケ」や「トトリコ豚まん」など関連商品も開発された。

## 特徴
トトリコ豚は大山の麓にある金平牧場（大山町）により生産されるが、牧場によると黒豚であるトトリコ豚は「性格がデリケートで、飼育に時間と手間が大変」であり年間100頭程度しか生産できない。
粉末ドングリを与えられた黒豚は、オレイン酸やビタミンEなどが増え、リノール酸が減る。